# تل عمار
تل عمار قرية صغيرة تتبع ناحية سلقين في منطقة حارم في محافظة إدلب في سورية.